# Kulturarbeit
Dem Studiengang Kulturarbeit liegt ein Verständnis von kulturbezogener Arbeit als Gestaltung gesellschaftlicher und ästhetischer Prozesse zugrunde. Dieses Studium soll die Absolventen auf kulturvermittelnde und -produzierende Tätigkeitsfelder im Nonprofit- und Profit-Sektor vorbereiten.
Kulturarbeit umfasst generell auch ohne dieses Studium die Gestaltung gesellschaftlicher und ästhetischer Prozesse. Sie steht für professionelles Kulturmanagement von Institutionen und Projekten sowie die Kulturvermittlung auf der Grundlage eines breiten kulturwissenschaftlich-theoretischen wie betriebswirtschaftlich-praktischen Wissens.
Berufsmöglichkeiten ergeben sich sowohl im öffentlichen Kulturbetrieb, bei freien Trägern, in der Kulturwirtschaft wie auch als freier Unternehmer. Dabei kommen insbesondere folgende Arbeitsfelder in Betracht: Management in kulturellen Einrichtungen und Projekten, Marketing, Öffentlichkeitsarbeit sowie Projektentwicklung.
Zu den besonderen Schwerpunkten der Kulturarbeit gehören u. a.:
- Projektmanagement
- Fundraising
- Kulturmarketing
- Öffentlichkeitsarbeit
- Veranstaltungs- bzw. Eventmanagement
- Finanzplanung
- Corporate Identity
- Corporate Design
- Public Relations
- Sponsoring
- Selbstmanagement
- Spracharbeit und Kulturarbeit
- Kulturwissenschaft
- Kulturtheorie
- Kultur und Vermittlung

## Studium
An der Fachhochschule Potsdam wird der achtsemestrige Bachelor-Studiengang „Kulturarbeit“ in einem Vollzeitstudium angeboten.